# Thomas Sørum
Thomas Braathen Sørum, född 17 november 1982 i Drammen, är en norsk fotbollsspelare som har spelat för bland annat Strømsgodset, Haugesund och Helsingborgs IF.
I augusti 2016 värvades Sørum av Mjøndalen, där han skrev på ett ettårskontrakt.
Sørum gjorde sin landslagsdebut för Norge i en 1–1-match mot Danmark den 15 januari 2012.